# Nafia Kuş
Nafia Kuş Aydın (ur. 20 lutego 1995 w Adanie) – turecka zawodniczka taekwondo, medalistka olimpijska z Paryża (2024).

## Życiorys
Urodziła się 20 lutego 1995 roku w Adanie. W 2023 roku zdobyła złoty medal Igrzysk Europejskich w kategorii powyżej 73 kilogramów.
W 2021 roku wzięła udział w Letnich Igrzyskach Olimpijskich 2020 w Tokio, gdzie w rywalizacji kobiet powyżej 67 kilogramów odpadła w pierwszej rundzie z Katherine Rodríguez z Dominikaną.
W 2024 roku w barwach Turcji wzięła udział w Letnich Igrzysk Olimpijskich w Paryżu, gdzie w rywalizacji kobiet powyżej 67 kilogramów pokonała Fernandę Aguirre z Chile i Ramę Abu Al-Rub z Jordanii, następnie w półfinale uległa Althéi Laurin z Francji a w pojedynku o brązowy medal wygrała z Rebeccą McGowan z Wielkiej Brytanii.